# Campionati mondiali juniores di ginnastica artistica 2019

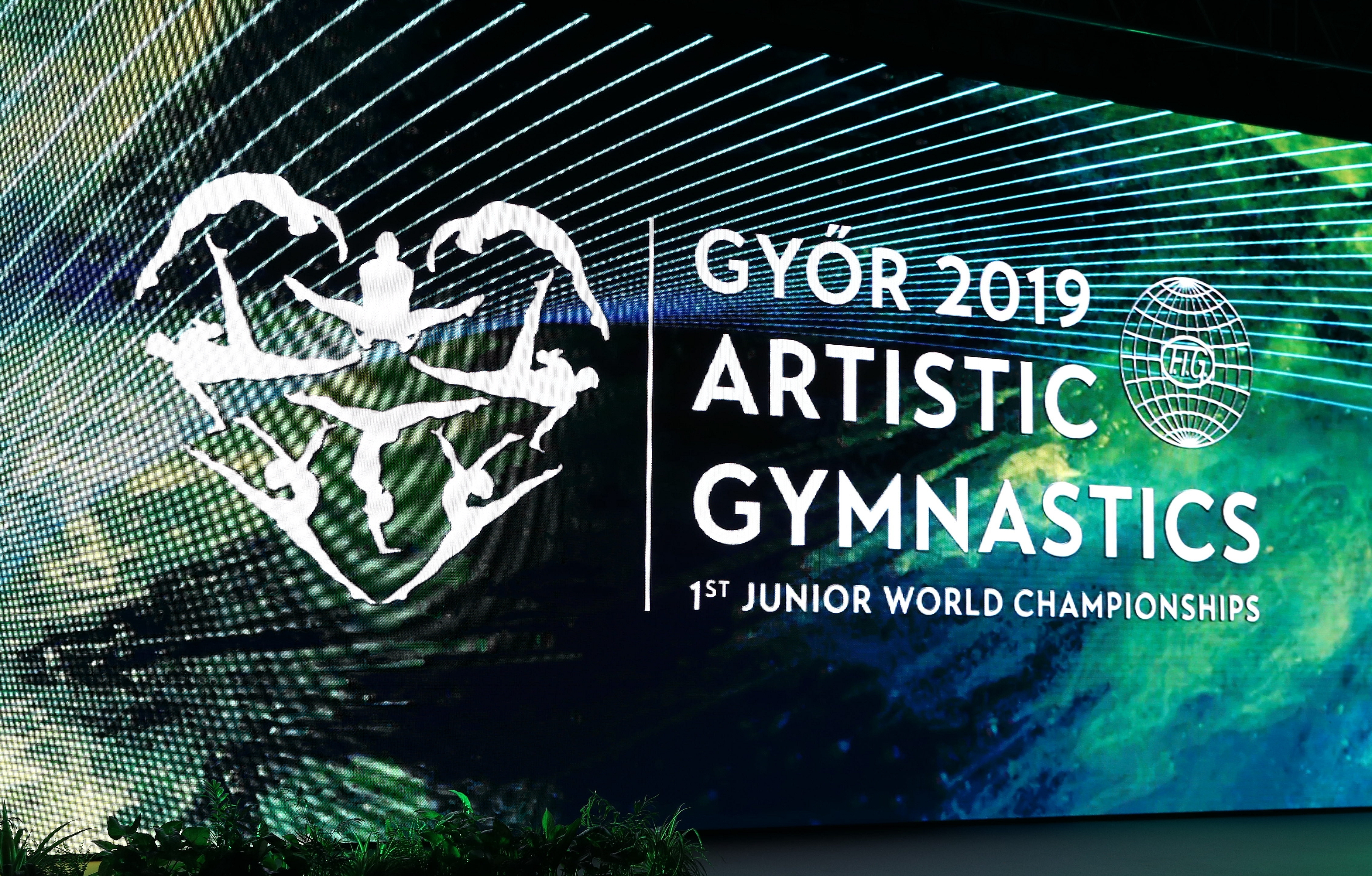

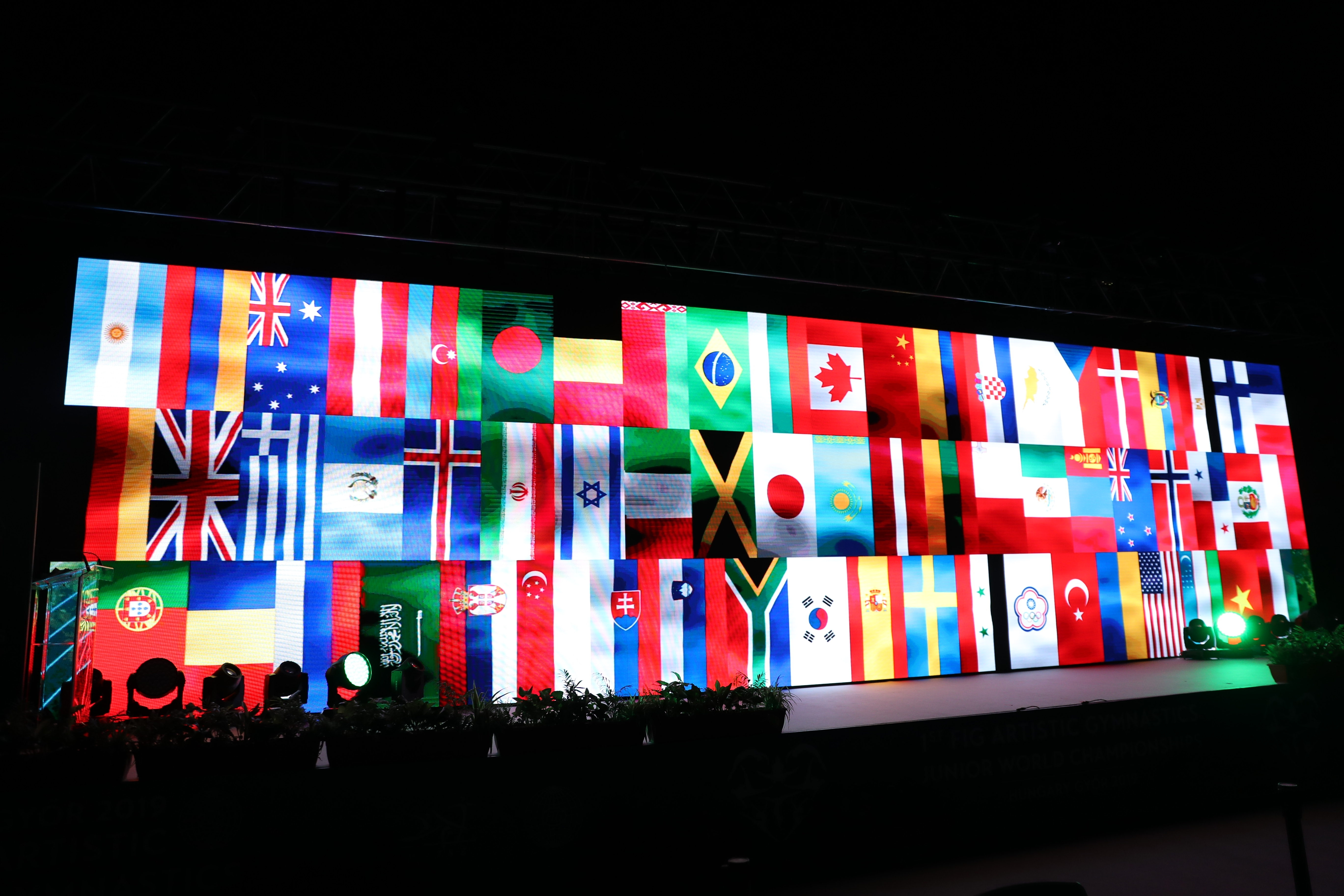

I Campionati mondiali juniores di ginnastica artistica 2019 sono stati l'edizione inaugurale della competizione mondiale destinata alla categoria juniores. Si sono svolti all'Audi Aréna di Győr, in Ungheria, dal 27 al 30 giugno 2019. 
Sono stati ammessi a gareggiare i ginnasti nati nel 2002 e nel 2003, e le ginnaste nate negli anni 2004 e 2005. Solamente le nazioni che si sono qualificate alle Olimpiadi giovanili di Buenos Aires 2018 hanno avuto diritto a schierare una squadra completa, mentre alle restanti nazioni sono spettate un solo ginnasta e una sola ginnasta.

## Programma[2]
Tutti gli orari sono UTC+1
| Data      | Evento                                                                        | Orario                | Suddivisioni                                    |
| --------- | ----------------------------------------------------------------------------- | --------------------- | ----------------------------------------------- |
| 27 giugno | Cerimonia di apertura                                                         | Cerimonia di apertura | Cerimonia di apertura                           |
| 27 giugno | Qualificazioni attrezzi Finale concorso individuale Finale concorso a squadre | 10:00                 | 1ª Suddivisione GAM                             |
| 27 giugno | Qualificazioni attrezzi Finale concorso individuale Finale concorso a squadre | 13:15                 | 2ª Suddivisione GAM                             |
| 27 giugno | Qualificazioni attrezzi Finale concorso individuale Finale concorso a squadre | 16:00                 | 3ª Suddivisione GAM                             |
| 27 giugno | Qualificazioni attrezzi Finale concorso individuale Finale concorso a squadre | 19:15                 | 4ª Suddivisione GAM                             |
| 28 giugno | Qualificazioni attrezzi Finale concorso individuale Finale concorso a squadre | 10:00                 | 1ª Suddivisione GAF                             |
| 28 giugno | Qualificazioni attrezzi Finale concorso individuale Finale concorso a squadre | 12:00                 | 2ª Suddivisione GAF                             |
| 28 giugno | Qualificazioni attrezzi Finale concorso individuale Finale concorso a squadre | 14:30                 | 3ª Suddivisione GAF                             |
| 28 giugno | Qualificazioni attrezzi Finale concorso individuale Finale concorso a squadre | 16:30                 | 4ª Suddivisione GAF                             |
| 28 giugno | Qualificazioni attrezzi Finale concorso individuale Finale concorso a squadre | 19:00                 | 5ª Suddivisione GAF                             |
| 29 giugno | Finali di specialità                                                          | 14:00                 | GAM: Corpo libero, Cavallo con maniglie, Anelli |
| 29 giugno | Finali di specialità                                                          | 14:00                 | GAF: Volteggio, Parallele asimmetriche          |
| 30 giugno | Finali di specialità                                                          | 14:00                 | GAM: Volteggio, Parallele simmetriche, Sbarra   |
| 30 giugno | Finali di specialità                                                          | 14:00                 | GAF: Trave, Corpo libero                        |
| 30 giugno | Cerimonia di chiusura                                                         |                       |                                                 |

## Podi

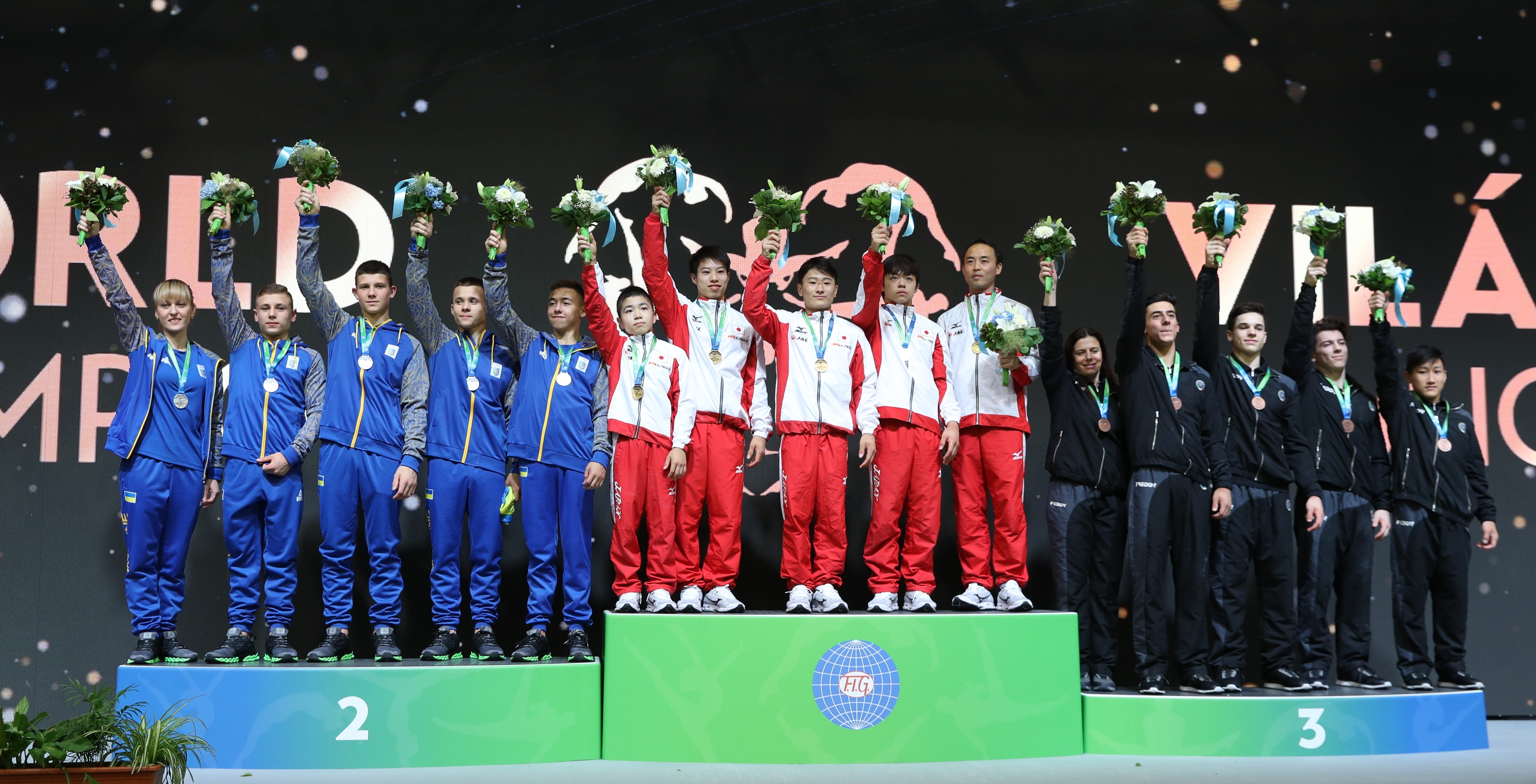
Concorso a squadre, Maschile: Giappone, Ucraina, Italia

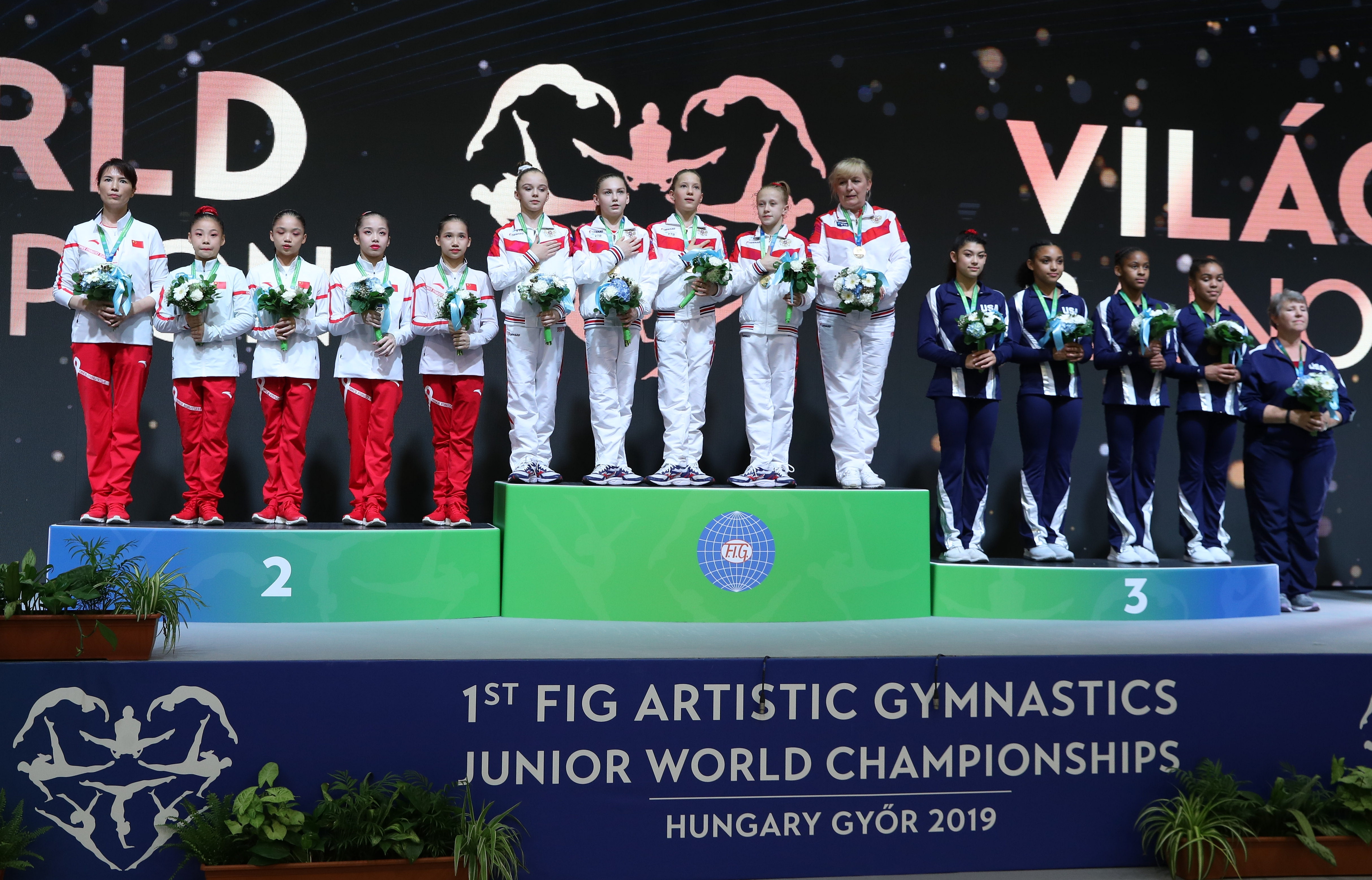
Concorso a squadre, Femminile: Russia, Cina, Stati Uniti

| Evento                 | Oro                                                                         | Punti   | Argento                                                                | Punti   | Bronzo                                                                       | Punti   |
| Maschile               |                                                                             |         |                                                                        |         |                                                                              |         |
| Concorso a squadre     | Giappone Ryosuke Doi Takeru Kitazono Shinnosuke Oka Azusa Emata*            | 162,754 | Ucraina Nazar Chepurnyi Volodymyr Kostjuk Illja Kovtun Dmytro Shyshko* | 159,828 | Italia Lorenzo Bonicelli Ivan Brunello Lorenzo Minh Casali Mirko Galimberti* | 159,179 |
| Concorso individuale   | Shinnosuke Oka                                                              | 80,674  | Ryosuke Doi                                                            | 80,447  | Illja Kovtun                                                                 | 80,264  |
| Corpo libero           | Ryu Sung-hyun                                                               | 14,166  | Félix Dolci                                                            | 14,000  | Nazar Chepurnyi                                                              | 13,866  |
| Cavallo con maniglie   | Takeru Kitazono                                                             | 13,966  | Shinnosuke Oka                                                         | 13,766  | Edvīns Rodevičs                                                              | 13,233  |
| Anelli                 | Félix Dolci                                                                 | 13,600  | Diogo Soares                                                           | 13,500  | Yang Haonan                                                                  | 13,475  |
| Volteggio              | Gabriel Burtănete                                                           | 14,424  | Yang Haonan                                                            | 14,300  | Jasper Smith-Gordon                                                          | 14,183  |
| Parallele simmetriche  | Takeru Kitazono                                                             | 14,266  | Yang Haonan                                                            | 13,900  | Shinnosuke Oka                                                               | 13,766  |
| Sbarra                 | Nazar Chepurnyi                                                             | 13,700  | Ivan Gerget                                                            | 13,600  | Krisztián Balázs                                                             | 13,400  |
| Femminile              |                                                                             |         |                                                                        |         |                                                                              |         |
| Concorso a squadre     | Russia Elena Gerasimova Viktorija Listunova Vladislava Urazova Jana Vorona* | 111,654 | Cina Guan Chenchen Ou Yushan Wei Xiaoyuan Wu Ran*                      | 109,497 | Stati Uniti Sydney Barros Skye Blakely Kayla DiCello Konnor McClain*         | 109,380 |
| Concorso individuale   | Viktorija Listunova                                                         | 55,323  | Vladislava Urazova                                                     | 55,298  | Ou Yushan                                                                    | 54,931  |
| Volteggio              | Kayla DiCello                                                               | 14,166  | Jennifer Gadirova                                                      | 14,133  | Vladislava Urazova                                                           | 14,116  |
| Parallele asimmetriche | Vladislava Urazova                                                          | 14,433  | Viktorija Listunova                                                    | 14,200  | Wei Xiaoyuan                                                                 | 13,800  |
| Trave                  | Elena Gerasimova                                                            | 14,200  | Wei Xiaoyuan                                                           | 13,733  | Kayla DiCello                                                                | 13,733  |
| Corpo libero           | Viktorija Listunova                                                         | 14,166  | Ou Yushan                                                              | 13,833  | Elena Gerasimova                                                             | 13,533  |

## Medagliere
| Posiz. | Nazione       | Oro | Argento | Bronzo | Totale |
| ------ | ------------- | --- | ------- | ------ | ------ |
| 1      | Russia        | 5   | 3       | 2      | 10     |
| 2      | Giappone      | 4   | 2       | 1      | 7      |
| 3      | Ucraina       | 1   | 1       | 2      | 4      |
| 4      | Canada        | 1   | 1       | 0      | 2      |
| 5      | Stati Uniti   | 1   | 0       | 2      | 3      |
| 6      | Corea del Sud | 1   | 0       | 0      | 1      |
| 6      | Romania       | 1   | 0       | 0      | 1      |
| 8      | Cina          | 0   | 5       | 3      | 8      |
| 9      | Regno Unito   | 0   | 1       | 1      | 2      |
| 10     | Brasile       | 0   | 1       | 0      | 1      |
| 11     | Italia        | 0   | 0       | 1      | 1      |
| 11     | Lettonia      | 0   | 0       | 1      | 1      |
| 11     | Ungheria      | 0   | 0       | 1      | 1      |
| Totale | Totale        | 14  | 14      | 14     | 42     |